# Ron Mercer
Ronald Eugene Mercer, detto Ron (Nashville, 18 maggio 1976), è un ex cestista statunitense, professionista nella NBA.

## Carriera
Il talento di Mercer emerse sin dal primo anno del college, dove fu selezionato nel team dei Kentucky Wildcats che vinse poi il campionato NCAA 1995-96.  Passò al professionismo nel 1997 quando fu selezionato come sesta scelta dai Boston Celtics nel draft di quell'anno che erano allenati da Rick Pitino, suo ex-allenatore all'University of Kentucky.
Dopo due stagioni a Boston, Mercer fu ceduto dai Celtics ai Denver Nuggets, assieme a Popeye Jones e Dwayne Schintzius, in cambio di Danny Fortson, Eric Williams, Eric Washington e il diritto alla scelta nel draft. Con Denver giocò solo 37 partite nella stagione 1999-2000, prima di passare agli Orlando Magic dove giocò gli ultimi 31 incontri della stagione.
L'anno seguente firmò da svincolato un contratto con i Chicago Bulls. Con la maglia dei Bulls segnò una media di 19,7 punti a partita nella sua prima stagione.  Nonostante i 16,8 punti di media delle prime partite del 2001-2002 Mercer fu ceduto a metà stagione agli Indiana Pacers assieme a Brad Miller, Ron Artest e Kevin Ollie in cambio di Jalen Rose, Travis Best, Norm Richardson, e una scelta al secondo round del draft. In Indiana non riuscì mai a guadagnarsi un posto da titolare, e le sue quotazioni ebbero un notevole ribasso dopo una stagione e mezzo da riserva.
Poco prima della stagione 2003-04 fu ceduto ai San Antonio Spurs in uno scambio che coinvolgeva anche il passaggio di Brad Miller in Indiana e di Hidayet Türkoğlu dai Sacramento Kings agli Spurs. Dopo 39 partite con gli Spurs, fu svincolato dal club.  All'inizio della stagione successiva firmò per il suo settimo team dell'NBA i New Jersey Nets.
Il 15 agosto 2005 però, prima dell'inizio della stagione 2005-06, Mercer fu tagliato dai Nets per rientrare nei limiti imposti dal tetto salariale. Da quel momento in poi Mercer non ha più giocato in nessun'altra squadra professionistica.

## Statistiche

### College
| Anno       | Squadra           | PG | PT | MP   | TC%  | 3P%  | TL%  | RP  | AP  | PRP | SP  | PP   |
| ---------- | ----------------- | -- | -- | ---- | ---- | ---- | ---- | --- | --- | --- | --- | ---- |
| 1995-1996† | Kentucky Wildcats | 36 | 13 | 18,8 | 45,7 | 33,8 | 78,5 | 2,9 | 1,4 | 0,9 | 0,2 | 8,0  |
| 1996-1997  | Kentucky Wildcats | 40 | 40 | 32,5 | 49,3 | 34,8 | 78,1 | 5,3 | 2,4 | 1,7 | 0,3 | 18,1 |
| Carriera   | Carriera          | 76 | 53 | 26,0 | 48,3 | 34,4 | 78,2 | 4,1 | 1,9 | 1,3 | 0,2 | 13,3 |

### NBA

#### Regular season
| Anno      | Squadra           | PG  | PT  | MP   | TC%  | 3P%  | TL%  | RP  | AP  | PRP | SP  | PP   |
| --------- | ----------------- | --- | --- | ---- | ---- | ---- | ---- | --- | --- | --- | --- | ---- |
| 1997-1998 | Boston Celtics    | 80  | 62  | 33,3 | 45,0 | 10,7 | 83,9 | 3,5 | 2,2 | 1,6 | 0,2 | 15,3 |
| 1998-1999 | Boston Celtics    | 41  | 40  | 37,8 | 43,1 | 16,7 | 79,0 | 3,8 | 2,5 | 1,6 | 0,3 | 17,0 |
| 1999-2000 | Denver Nuggets    | 37  | 37  | 38,1 | 44,4 | 38,5 | 78,8 | 4,1 | 2,8 | 0,9 | 0,4 | 18,3 |
| 1999-2000 | Orlando Magic     | 31  | 31  | 31,3 | 40,2 | 0,0  | 79,0 | 3,2 | 1,7 | 1,4 | 0,3 | 15,2 |
| 2000-2001 | Chicago Bulls     | 61  | 61  | 41,6 | 44,6 | 30,4 | 82,5 | 3,9 | 3,3 | 1,3 | 0,4 | 19,7 |
| 2001-2002 | Chicago Bulls     | 40  | 40  | 37,6 | 39,9 | 29,8 | 77,8 | 3,9 | 3,0 | 0,8 | 0,3 | 16,8 |
| 2001-2002 | Indiana Pacers    | 13  | 1   | 16,4 | 37,3 | 20,0 | 100  | 1,8 | 0,8 | 0,2 | 0,2 | 4,8  |
| 2002-2003 | Indiana Pacers    | 72  | 3   | 23,2 | 40,9 | 18,8 | 80,2 | 2,1 | 1,6 | 0,7 | 0,2 | 7,7  |
| 2003-2004 | San Antonio Spurs | 39  | 0   | 13,2 | 42,7 | 28,6 | 76,5 | 1,3 | 0,6 | 0,4 | 0,1 | 5,0  |
| 2004-2005 | N.J. Nets         | 18  | 3   | 21,7 | 41,1 | 0,0  | 70,0 | 2,2 | 1,1 | 0,9 | 0,1 | 7,6  |
| Carriera  | Carriera          | 432 | 278 | 31,1 | 42,9 | 25,0 | 80,8 | 3,1 | 2,1 | 1,1 | 0,3 | 13,6 |

#### Play-off
| Anno     | Squadra        | PG | PT | MP   | TC%  | 3P% | TL%  | RP  | AP  | PRP | SP  | PP  |
| -------- | -------------- | -- | -- | ---- | ---- | --- | ---- | --- | --- | --- | --- | --- |
| 2002     | Indiana Pacers | 5  | 0  | 23,4 | 50,0 | -   | 75,0 | 2,0 | 0,8 | 0,2 | 0,2 | 7,8 |
| 2003     | Indiana Pacers | 6  | 0  | 22,5 | 32,7 | -   | 87,5 | 2,2 | 1,2 | 1,0 | 0,2 | 6,5 |
| Carriera | Carriera       | 11 | 0  | 22,9 | 40,0 | -   | 83,3 | 2,1 | 1,0 | 0,6 | 0,2 | 7,1 |

## Palmarès
- McDonald's All-American Game (1995)
- Campione NCAA (1996)
- NCAA AP All-America First Team (1997)
- NBA All-Rookie First Team (1998)